# Ndok Gjeloshi
Ndok Gjeloshi (ur. 15 listopada 1893 we wsi Mekshaj, sandżak szkoderski, zm. 11 kwietnia 1943 w Tiranie) – oficer żandarmerii albańskiej i pro-włoskiej milicji albańskiej, emigrant polityczny, sprawca zamachu na króla Zoga I.

## Życiorys
Pochodził z krainy Dukagjini w północnej Albanii. Kształcił się w szkole prowadzonej przez Franciszkanów w Szkodrze, a następnie w Akademii Wojskowej w Modenie. W czasie rządów Wilhelma zu Wieda w Albanii Gjeloshi związał się z grupą nacjonalistów, popierających politycznie księcia. W latach 20. służył w żandarmerii w stopniu porucznika. W 1923 był związany z organizacją Mbrojtja Kombetare e Kosoves (Obrona Narodowa Kosowa). Wziął aktywny udział w zamachu stanu, organizowanym przez zwolenników Fana Noliego w czerwcu 1924 i otrzymał awans na kapitana Straży Granicznej. Po upadku rządu Noliego uciekł z kraju i przez dwa lata przebywał na emigracji. W 1926 powrócił do kraju. W tym samym roku, wspólnie z katolickim księdzem Loro Caką zorganizował powstanie w krainie Dukagjini. Powstanie szybko stłumiły siły wierne Ahmedowi Zogu, a Gjeloshi po raz kolejny udał się na emigrację do Wiednia. Tam też związał się z organizacją Bashkimi Kombëtar (Związek Narodowy), grupującą przeciwników Ahmeda Zogu.

## Zamach w Wiedniu
20 lutego 1931 wspólnie z Azizem Cami brał udział w zamachu w Wiedniu, którego celem był król Zog I. Król przebywał w Wiedniu z prywatną wizytą, a w dniu zamachu miał wracać samochodem do hotelu z Opery Wiedeńskiej. Zamach się nie powiódł, a Gjeloshi zastrzelił szefa ochrony królewskiej, majora Llesha Topallaja, myląc go z królem. W zamachu został ranny minister Eqrem Libohova. Ujęty przez policję austriacką Gjeloshi posiadał przy sobie jugosłowiański paszport dyplomatyczny. Na procesie przeciwko sprawcom zamachu w Riedzie w październiku 1931 został skazany na siedem lat więzienia.

## Dalsze losy
Po odbyciu kary Gjeloshi wyjechał do Pragi. W 1939, już po inwazji włoskiej powrócił do kraju. Brał udział w wojnie grecko-włoskiej. W 1941 po połączeniu Kosowa z Albanią, wstąpił do lokalnej milicji pro-włoskiej i otrzymał awans na majora. W 1942 był sędzią w sądzie wojskowym, w stopniu pułkownika. W kwietniu 1943 został zastrzelony w Tiranie przez Myslyma Ketę, na polecenie Komitetu Centralnego Komunistycznej Partii Albanii.
Był żonaty (żonę Margaritę z d. Petrović poślubił w Wiedniu).